# Lestyán Katalin
Lestyán Katalin (Budapest, 1941. február 19. –) magyar színésznő.

## Életpályája
Színészi diplomáját 1964-ben kapta meg a Színház- és Filmművészeti Főiskolán. Pályáját a Békés Megyei Jókai Színházban kezdte. 1971-től az Állami Déryné Színház, illetve a jogutódok, 1978-tól a Népszínház, 1991-től a Budapesti Kamaraszínház művésznője volt. Tanárképző Főiskolán magyar-történelem szakon szerezte meg második diplomáját 1983-ban.

## Fontosabb színházi szerepei
- William Shakespeare: Rómeó és Júlia... Montague-né
- Carlo Goldoni: Karneválvégi éjszaka... Domenica
- Pedro Calderón de la Barca: Huncut kísértet... Clara
- Valentyin Petrovics Katajev: Kisorsolt menyasszony... Csilla, a csudaszép
- Csingiz Ajtmatov: A versenyló halála... Bübüzsán
- Alekszej Nyikolajevics Arbuzov: Szegény Marat barátom... Lídia
- Alekszej Nyikolajevics Arbuzov: Egy szerelem története (Irkutszki történet)... Larisza
- Arthur Miller: A salemi boszorkányok... Mercy Lewis
- Federico García Lorca: Marianita... Első novícia
- Friedrich Schiller: Stuart Mária... Gertrud
- Kisfaludy Károly: Csalódások... Köröndy Lina
- Vörösmarty Mihály: Csongor és Tünde... Ledér
- Szigligeti Ede: Liliomfi... Kamilla; Szomszédasszony
- Szigligeti Ede: Mama... Mama
- Csiky Gergely: A nagymama... Janka
- Katona József: Bánk bán... Gertrudis királyné; Izidóra, türingiai lány
- Lengyel Menyhért: Róza néni... Özv. Verőczyné nagyságos asszony
- Bíró Lajos: Sárga liliom... A primadonna
- Barta Lajos: Szerelem... Szalayné
- Bródy Sándor: A tanítónő... Nagyasszony
- Heltai Jenő: Naftalin... Kabóczáné
- Molnár Ferenc: Olympia... Olympia, a herceg lánya
- Hunyady Sándor: Júliusi éjszaka... A ház úrnője
- Tersánszky Józsi Jenő: A harmadik fiú... Szénégetőné
- Gárdonyi Géza: Ida regénye... Jolán
- Móricz Zsigmond: Nem élhetek muzsikaszó nélkül... Kisvicákné
- Szenczei László: Nem mindenki jut el Floridába... Krisztina, pesti lány; Dorothy, Giuseppe barátnője
- Darvas József: Szakadék... Tavasziné
- Gáspár Margit: Kilépek a történelemből... Ödön
- Raffai Sarolta: Diplomások... Rózsika, Laci felesége
- Raffai Sarolta: Egyszál magam... Klári
- Csurka István: Házmestersirató... Poós Zsuzsa
- Hubay Miklós – Ránki György – Vas István: Egy szerelem három éjszakája... Virágáruslány
- Schönthan testvérek - Kellér Dezső – Szenes Iván: A szabin nők elrablása... Borbála, Bányai Márton felesége
- Ábrahám Pál: Bál a Savoyban... Bessy, Mustafa angol felesége
- Gyárfás Endre: Márkus mester visszatér... Bagoly néni
- Fésűs Éva – Gebora György: A csodálatos nyúlcipő... Rőtfülűné
- Békés József: Sándor, József, Benedek... Sóvágóné
- Jékely Zoltán: Mátyás király juhásza... A juhász anyja
- Király Dezső: Az igazi... Cica
- Kövesdi Nagy Lajos: Szegény kis betörő... Zsuzsi
- Zoltán Pál – Török Rezső: Péntek Rézi... Teodora, vigyázó, besúgó, szemüveges
- Kodolányi János: Földindulás... Öregasszony
- Tabi László: A tettes ismeretlen (Enyhítő körülmény)... Terus néni
- Marsall László: Sziporka és a sárkány... Káposztásnyasza
- Sármándi Pál: Peti meg a róka... Lekvár Peti
- Padisák Mihály: Engedetlen szeretők, avagy Palánta Ferkó és Engedelmes Borbála egybekelésének muzsikás, dalos komédiája: A bámészkodók mulattatására és okulására... Tűzrőlpattant Klárcsi, Nadragulya néni unokája
- Benedek András: A táltos fiú... Angéla, Angelsztán királynője
- Tarbay Ede – Irina Karnauhova, Irina – I. Brauszevics: Mese a tűzpiros virágról... Az Erdő szelleme
- Arthur Fauquez: Toronyóra lánccal... Szinyora
- Rolf Schneider: A per... Anna Wright
- Vlasta Pospíąilová: Visszhanghercegnő... Királyné, Matteo anyja
- Dimitar Dimov: Elkárhozottak... Clara
- Barry Kyle: Zúzódás... szereplő
- Aurel Baranga: Barátom a miniszter... Titkárnő
- Max Frisch: Biedermann és a gyújtogatók... Anna, a szobalány
- Victorien Sardou: Váljunk el!... Valfontaine-né
- Marcel Achard: A bolond lány... Antoinette Sévigné:
- William Somerset Maugham: Imádok férjhez menni... Montmorency kisasszony

## Filmek, tv
- Szomszédok (sorozat) 66. rész (1989)
- X polgártárs (1995)